# Intercessão
Segundo o Compêndio do Catecismo da Igreja Católica, a intercessão "consiste no pedir em favor de outro. Ela conforma-nos e une-nos à oração de Jesus que intercede junto de Deus Pai por todos os homens, em especial pelos pecadores. A intercessão deve estender-se também aos inimigos" (n. 554).
Apesar de toda a oração ter como destino final a Santíssima Trindade, para os católicos, Nossa Senhora, os Anjos e os Santos oram no Céu a favor dos homens e dos seus pedidos e súplicas, sendo por isso os nossos intercessores junto de Deus. ["A oração do justo tem grande eficácia.” (Tg 5,16c)]. Em uma petição, fundada no dogma da comunhão dos santos, pode ser a favor dos pedidos do próprio católico ou a favor da intercessão que o faz a favor doutro. Daí a grande devoção popular dos católicos, à Virgem Maria e aos demais Santos, expressa em orações, em procissões ou em peregrinações.
Na verdade, quando católicos dirigem aos santos, pedem a eles que orem a Deus em seu favor, que levem seus pedidos e orações ao Senhor (Apocalipse 5,8). Orações envolvendo santos são peticionárias ou intercessórias, ou seja, quando se pede um favor (espiritual ou, mais raramente, material) para si ou para outrem. Assim como se pede às pessoas que orem por todos nós, se pede às almas do Céu que intercedam por nós. Porém, carece de fontes bíblicas a crenças que pessoas depois de mortas possam ouvir ou saber algo das pessoas vivas.
É importante lembrar que a Igreja Católica não aceita a crença do sono da alma ensinada por algumas denominações protestantes. [...“Moisés chamou ao Senhor: Deus de Abraão, Deus de Isaac, Deus de Jacó. Ora Deus não é Deus dos mortos, mas dos vivos porque todos vivem para Ele.” (Lc 20, 37-38)] Segundo a fé católica, a Bíblia ensina que aqueles que seguem Cristo na Terra vão para o Céu e ganham a vida eterna após a morte. Uma vez no Céu, as almas do santos fazem parte da Igreja Triunfante, onde louvam a Deus eternamente (Apocalipse 7,13-16). Todos no Céu são obedientes a Deus e portanto, compartilham do Seu desejo sublime, que é a Salvação de todos os homens. Desta forma, rezam por aqueles que solicitam suas preces (Apocalipse 8,3-4). 
Nas Escrituras (Ex 20,11-13) lemos sobre como Moisés implorou a Deus para poupar o seu povo, ou como Maria a Jesus nas Bodas de Caná (Jo 2,1-11), ou ainda como Paulo pediu orações intercessórias. (Rm 15,30 e Ef 6,19).  Porém, não há nenhum mandamento, orientação ou informação bíblica relacionado a intercessão dos que já morreram, ou que os mortos consigam ouvir pedidos e orações dos vivos. Na verdade existem versículos que dizem ao contrário como Eclesiastes 9:10-11: ``Tudo quanto te vier à mão para fazer, faze-o conforme as tuas forças, porque no além, para onde tu vais, não há obra, nem projetos, nem conhecimento, nem sabedoria alguma´´.
Segundo a Igreja, orações intercessórias  de forma alguma substituem uma prece sincera dirigida diretamente ao Senhor Jesus, que é Deus e a quem católicos adoram. Segundo os ensinamentos, um católico nunca faria uma oração de adoração e louvor em forma de latria dirigidos diretamente a um santo. Isso é um pecado (idolatria), seriamente condenável dentro da fé. Orações assim são reservadas a Deus somente (na Santíssima Trindade), assim podem fazer orações de louvor a Deus Pai, Deus Filho e Espírito Santo.

## Latria - Hiperdulia - Protodulia - Dulia
A Igreja Católica procura expressar a forma mais correta de relacionamento com os santos, Nossa Senhora e Deus. Esta forma divide-se em três classes de culto:
-Culto de dulia- cujo sentido é honrar. É o culto de veneração reservado aos santos, com exceção de José e de Maria.
-Culto de protodulia- acima da dulia, mas abaixo da hiperdulia. É o culto de veneração reservado a São José, pai nutrício de Jesus.
-Culto de hiperdulia - que é uma forma superior do culto de honra, mas está abaixo do culto de adoração e acima da protodulia. Esse é o culto especial de veneração reservado somente a Maria Santíssima, como Mãe de Deus.
-Culto de latria- que significa adorar. É o culto de adoração reservado unicamente a Deus, nas pessoas do Pai, do Filho e do Espírito Santo.

## Argumento Protestante
Segundo o argumento contrário, não existe nenhum texto das Sagradas Escrituras que revele o poder intercessório de Maria ou santos, após a morte. Esse poder, segundo eles, só pertence a Jesus Cristo (Mateus 28:18, Romanos 8:34, Hebreus 7:25, I Timóteo 2:5, com ênfase, neste último - "único mediador"). Em vida, qualquer fiel pode (e deve, obviamente), interceder por outros junto a Deus, havendo disso, sim, diversos exemplos nas Escrituras, tanto de pessoas na Terra quanto no Céu. Isso é utilizados pelos católicos como justificativa para se fazer orações a homens e mulheres santos do passado para pedir intercessão, o que, na visão dos protestantes, implicaria idolatria.
Mas, sobre esta questão, a Igreja Católica, além de salientar a diferença entre a adoração e a veneração, sustenta que a própria Bíblia oferece exemplos de intercessão (Jer 15, 1), veneração (Josué 7, 6) e confecção de imagens (Ex 25,18-19), e nega que esta prática tenha qualquer relação com a idolatria, que é o culto de adoração que se presta a uma criatura e deuses pagãos, tributando-lhes a honra que é devida só a Deus. A idolatria, para os cristãos, está inclusa nos chamados pecados de superstição. A expressão "único mediador" presente no segundo capítulo da primeira carta a Timóteo, é interpretada como uma afirmação de que só Jesus pode levar os homens ao Céu, sendo ele o único caminho. Ou seja, seria impossível chegar a Deus sem crer em seu Nome, portanto não excluindo a intercessão dos santos. O Concílio de Trento afirmou que "São ímpios os que negam que se devam invocar os santos, que gozam já da eterna felicidade no Céu. Os que afirmam que eles não oram pelos homens, os que declaram que este pedido por cada um de nós é idolatria, repugna a palavra de Deus e se opõe a honra de Jesus Cristo, o único mediador entre Deus e os homens".
Outra diferença do ponto de vista da fé católica e protestante é que: para os católicos, nada pode nos separar do amor de Deus (Romanos 8, 38-39). Os servos de Deus, aqueles que creem em Jesus como Salvador, enquanto membros do Corpo de Cristo, estão unidos à Cabeça e continuam unidos a Ela também após sua morte somática (do corpo). É nesse sentido que católicos interpretaram o final do capítulo 8 da Epístola aos Romanos. Ou seja, nem a morte somática nos separa de Jesus, pois se em vida vivemos nEle, quando partimos do mundo da carne, continuamos vivos Nele também em Espírito. Nisto acreditavam os Cristãos primitivos e, por conseguinte, nisto acredita a Igreja Católica. Porém os protestantes não veem muito sentido em tal afirmação pois em nada fala de pessoas no céu ouvindo preces de pessoas vivas e tal capítulo só expressa que o amor de Deus e mais forte que tudo, além do mais os protestantes alegam que se fosse possível os mortos interceder pelos vivos tal ensinamento estaria claro nas escrituras ou então veríamos no Novo Testamento, alguns exemplos dos cristãos do primeiro século ou até mesmo os Apóstolos rogando aos mortos o que não se verifica na Bíblia.
Abaixo o tratado da verdadeira devoção à Santíssima Virgem – por São Luís Maria Grignion de Montfort.
14. Confesso com toda a Igreja que Maria é uma pura criatura saída das mãos do Altíssimo. Comparada, portanto, à Majestade infinita ela é menos que um átomo, é, antes, um nada, pois que só ele é “Aquele que é” (Ex 3, 14) e, por conseguinte, este grande Senhor, sempre independente e bastando-se a si mesmo, não tem nem teve jamais necessidade da Santíssima Virgem para a realização de suas vontades e a manifestação de sua glória. Basta-lhe querer para tudo fazer."